# پیترو لانا
پیترو لانا (به ایتالیایی: Pietro Lana) بازیکن فوتبال و اهل ایتالیا است که از سال ۱۹۱۰ میلادی عضو تیم ملی فوتبال ایتالیا بوده و در ۲ بازی ملی حضور داشته‌است. او در بازی‌های ملی‌اش ۳ گل به ثمر رساند.
پیترو لانا آخرین بازی ملی خود را در سال ۱۹۱۰ میلادی انجام داد.